# Een Griekse tragedie
Een Griekse tragedie (dt. Eine griechische Tragödie) ist ein belgischer animierter Kurzfilm von Nicole Van Goethem aus dem Jahr 1985.

## Handlung
Ein Akropolis-ähnlicher Bau, an dem bereits Müll lagert: Unweit stehen drei, mit einem Chiton bekleidete Karyatiden auf einem Sockel und halten seit geraumer Zeit gemeinsam einen Dreiecksgiebel in die Höhe. Es war Nacht, sie erwachen am Morgen, treiben gemeinsam ein wenig Frühsport, immer darauf bedacht, den Giebel geradezuhalten, und stehen ansonsten als Giebelhalter herum. Zu schaffen macht ihnen nicht nur der langsam bröckelnde Stein, sondern auch der Wind, der ihre Chitons umherwirbelt. Ein vom Sturm wildgewordener Regenschirm fegt die rechte Karyatide von ihrem Sockel und zersprengt den Giebel. Die in der Mitte stehende Karyatide kann geradeso ein Bruchstück des rechten Giebelteils auffangen und drückt es der mitgenommen wirkenden, aber dennoch zurück auf den Sockel kletternden Karyatide in die Hand. Die hält nun das Bruchstück entschlossen in die Höhe.
Ein Bauarbeiter mit Hacke macht sich unweit des Tempelfragments zu schaffen, wobei sich die Hacke im Chiton der mittleren Karyatide verfängt und die, um Befreiung bemüht, beim Reißen des Stoffes zusammen mit der links neben ihr stehenden Karyatide vom Sockel geschleudert wird. Ihre Giebelteile bohren sich in die Sockel. Obwohl die letzte Karyatide mit ihrem Giebelstück noch ein wenig allein den Tempel markiert, wirft auch sie in der Abenddämmerung den Stein fort. Im Hintergrund sind die anderen Karyatiden beim Paartanz zu sehen und auch die dritte versucht sich schon bald in ungeschicktem Spitzentanz. Alle drei verschwinden singend und tanzend in der Nacht.

## Auszeichnungen
Een Griekse tragedie gewann 1987 den Oscar in der Kategorie „Bester animierter Kurzfilm“.
Auf dem Festival d’Animation Annecy erhielt Nicole Van Goethem 1985 den Grand Prix.
Auf dem Internationaal filmfestival van Vlaanderen-Gent wurde Een Griekse tragedie 1987 als bester belgischer Kurzfilm mit dem Joseph Plateau Prijs ausgezeichnet.